# Коцина (Лодзинське воєводство)
Коцина (пол. Kocina) — село в Польщі, у гміні Відава Ласького повіту Лодзинського воєводства.
Населення — 130 осіб (2011).
У 1975-1998 роках село належало до Серадзького воєводства.

## Демографія
Демографічна структура станом на 31 березня 2011 року:
|          | Загалом | Допрацездатний вік | Працездатний вік | Постпрацездатний вік |
| -------- | ------- | ------------------ | ---------------- | -------------------- |
| Чоловіки | 61      | 10                 | 43               | 8                    |
| Жінки    | 69      | 6                  | 37               | 26                   |
| Разом    | 130     | 16                 | 80               | 34                   |